# Ratte (Saône-et-Loire)
Ratte település Franciaországban, Saône-et-Loire megyében. Lakosainak száma 371 fő (2022. január 1.). Ratte Montagny-près-Louhans, Le Fay, Louhans, Sagy és Saint-Martin-du-Mont községekkel határos.

## Népesség
A település népessége az elmúlt években az alábbi módon változott:
| Lakosok száma | 379  | 369  | 374  | 361  | 364  | 366  | 369  | 369  | 371  |
|               | 2013 | 2015 | 2016 | 2017 | 2018 | 2019 | 2020 | 2021 | 2022 |